# 미키 도모야
미키 도모야(일본어: 見木 友哉, 1998년 3월 28일~)는 일본의 축구 선수이다.

## 구단 경력
그는 2019년 J2리그의 제프 유나이티드 지바에 입단했다. 2023년까지 165경기에 출전하여, 30득점을 넣었다. 2024년 J1리그의 도쿄 베르디로 이적했다. 2025년 아비스파 후쿠오카로 이적했다.